# Дуброво (Плесновская волость)
Дуброво  — деревня в Гдовском районе Псковской области России. Входит в состав Плесновской волости.

## География
Деревня находится в северной части Псковской области, на востоке района, в зоне хвойно-широколиственных лесов, при ручье Ивановский, в 1,5 км от впадения реки Яня в Плюссу, в 36 км к юго-востоку от города Гдова, административного центра района и в 15 км к югу от волостного центра Плесна.

### Климат
Климат характеризуется как умеренно континентальный, с относительно коротким тёплым летом и продолжительной, как правило, снежной зимой. Средняя многолетняя температура самого холодного месяца (января) составляет −8 °С, температура самого тёплого (июля) — +17,4 °С. Среднегодовое количество осадков — 684 мм.

## Население
| 2001 | 2002 | 2010 |
| ---- | ---- | ---- |
| 11   | ↗13  | ↘3   |

Согласно результатам переписи 2002 года, в национальной структуре населения русские составляли 100 % из 13 человек.

## Инфраструктура
Личное подсобное хозяйство с зоной сельскохозяйственного использования, индивидуальная застройка усадебного типа.

## Транспорт
Лесная дорога.